# Hans von Blixen-Finecke

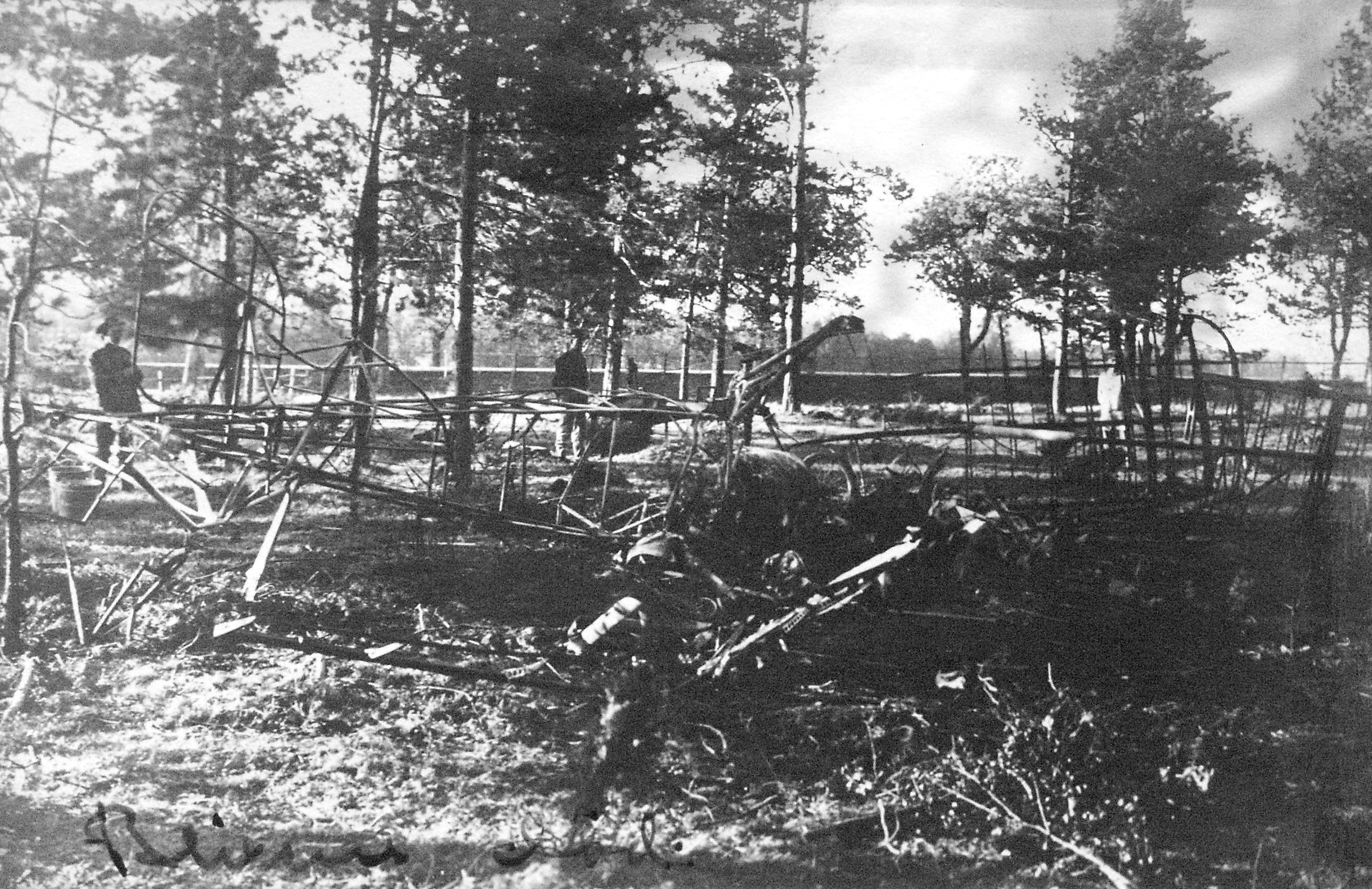
L'avió en què von Blixen-Finecke es va estavellar al lloc de l'accident.

El baró Hans Gustaf von Blixen-Finecke (Castell de Näsbyholms, Trelleborg, Escània, 25 de juliol de 1886 – Malmslätt, Linköping, Östergötland, 26 de setembre de 1917) va ser un genet suec que va competir a començaments del segle XX i que morí en un accident d'aviació el 1917.
El 1912 va prendre part en els Jocs Olímpics d'Estocolm, on va guanyar la medalla de plata en la prova de doma clàssica del programa d'hípica, amb el cavall Maggie.
El 15 de juliol de 1915 es casà amb Hilla-Brita Trolle, filla del baró Nils Axel Arvid Trolle i la baronessa Anna Eleonora Sofia Leijonhufvud. El seu fill Hans von Blixen-Finecke Jr. guanyà dues medalles d'or als Jocs Olímpics de Hèlsinki de 1952. Hans von Blixen-Finecke Sr. morí en un accident d'avió que va tenir lloc el 26 de setembre de 1917 i fou enterrat al cementiri de Gärdslöv, a Trelleborg.